# Contea di Franklin (Georgia)
La contea di Franklin, in inglese Franklin County, è una contea dello Stato della Georgia, negli Stati Uniti. La popolazione al censimento del 2000 era di 20 285 abitanti. Il capoluogo di contea è Carnesville. Il nome le è stato dato in onore a Benjamin Franklin, famoso giornalista, diplomatico e inventore statunitense.

## Contee confinanti
- Contea di Stephens (Georgia) - nord
- Contea di Oconee (Carolina del Sud) - nord/nord-est
- Contea di Hart (Georgia) - est
- Contea di Madison (Georgia) - sud
- Contea di Banks (Georgia) - ovest

## Principali strade ed autostrade
- Interstate 85
- U.S. Route 29
- State Route 8
- State Route 17
- State Route 51
- State Route 59
- State Route 63
- State Route 106
- State Route 145
- State Route 174

## Storia
La Contea di Franklin venne costituita il 25 febbraio 1784.

## Città e paesi
- Canon
- Carnesville
- Franklin Springs
- Lavonia
- Martin
- Royston